# Eugen Edmund Erbe
Eugen Edmund Eduard Erbe (* 5. November 1847 in Reval; † 22. Januar 1908 ebenda) war ein deutsch-baltischer Jurist und Kommunalpolitiker.

## Leben

### Herkunft und Familie
Er war der Sohn des Schlossvogts und Advokaten Herman Erbe und dessen Frau Emilie, geb. Eylandt.
Am 2. November 1879 heiratete er Marie von Landesen.

### Werdegang
Von 1858 bis 1866 besuchte er ein Gymnasium in Reval. Im Anschluss studierte er bis 1871 Jura an der Kaiserlichen Universität Dorpat und schloss im Folgejahr als Cand. jur. ab. Danach war er in Reval bis 1889 als Oberlandgerichts- und Magistrats-Advokat tätig. Außerdem arbeitete er als Sekretär am Wierländischen und Jerwschen Manngericht (1873 bis 1878) sowie am Niedergericht und See- und Frachtgericht (1878 bis 1887). 1880 wurde er Verwaltungsmitglied der Revaler Handelsbank, 1887 Ratsherr und Präses des Niedergerichts und See- und Frachtgerichts.
Neben seiner juristischen Tätigkeit engagierte sich Erbe in der Kommunalpolitik von Reval. Von 1878 bis 1901 sowie erneut ab 1905 war er Stadtverordneter und saß von 1883 bis 1906 im Stadtrat. Von 1897 bis 1901 war er Stellvertreter des Stadtoberhaupts, 1905 übernahm er vorübergehend dessen Aufgaben. Er war außerdem Präses des St. Olai-Kirchenkonvents.